# أسامة حداد
أسامة حداد شاعر وروائي وناقد مصري وُلد عام 1964، وبدأ بكتابة القصيدة النثرية منذ نهاية ثمانينيات القرن العشرين، قبل أن يتجه مؤخرًا إلى كتابة الرواية.
نشر أسامة حداد نصوصا شعرية، ودراسات نقدية في العديد من الصحف والمجلات المصرية والعربية مثل جريدة المصري اليوم، كما شارك في بعض ملتقيات ومؤتمرات قصيدة النثر بمصر.

## مؤلفاته
ألف أسامة حداد العديد من المؤلفات التي تنوعت ما بين الدواوين الشعرية، والروايات، ومنها:
- شرورعادية (شعر): صدر عام 2008 عن دار ملامح للنشر والتوزيع بالقاهرة.[4]
- أن تكون شبحا (شعر): صدر عام 2010 عن دار إيزيس، للنشر والتوزيع بالقاهرة.
- ألعاب صغيرة (شعر): صدر عام 2013 عن الهيئة العامة لقصور الثقافة بالقاهرة.[5]
- العشوائي (شعر): صدر عام 2015 عن الهيئة المصرية العامة للكتاب بالقاهرة.[6]
- ميدان طلعت حرب (شعر): صدر عام 2016 عن مؤسسة بتانة الثقافية للنشر والتوزيع بالقاهرة.[7][8]
- متاح للمشاهدة (شعر): صدر عام 2017 عن الهيئة المصرية العامة للكتاب بالقاهرة.[9]
- لطريق يعود إلى الخلف (شعر): صدر عام 2019 عن دار الأدهم للنشر والتوزيع بالقاهرة.
- فاصل ونعود (شعر): صدر عام 2020 عن مجلة نصوص من خارج اللغة بالمشاركة مع مؤسسة أطياف الثقافية.
- حقل البيتزا (رواية): صدرت عام 2021 عن دار خطوط وظلال للنشر والتوزيع والترجمة بالأردن، وشاركت ضمن معرض القاهرة الدولي للكتاب.[10][11][12]
- برج الصفوة ( رواية) صدرت عام 2021 عن دار ومضة بالجزائر ،

الطريقة المثلى لإنتاج المشاعر. مجموعة شعرية 2025 الهيئة المصرية العامة للكتاب